# Sahel
Sahel (/səˈhɛl/; tiếng Ả Rập: ساحل sāḥil [ˈsaːħil], "bờ, ranh giới") là một vùng ở châu Phi. Nó được định nghĩa là khu vực sinh thái chuyển tiếp giữa sa mạc Sahara ở phía bắc xa van Sudan ở phía nam. Có khí hậu bán khô hạn, khu vực này trải dài trên các vĩ tuyến trung nam của Bắc Phi từ Đại Tây Dương đến Biển Đỏ.
Sahel – từ tây sang đông – bao gồm miền bắc Sénégal, miền nam Mauritanie, miền trung Mali, miền bắc Burkina Faso, vùng cực nam Algérie, miền nam Niger, vùng cực bắc Nigeria, Cameroon và Cộng hòa Trung Phi, miền trung Tchad, miền trung và miền nam Sudan, vùng cực bắc Nam Sudan, Eritrea, và vùng cực bắc của Ethiopia.
Về mặt lịch sử, phía tây dải Sahel đôi khi được biết đến là khu vực Sudan (bilād as-sūdān بلاد السودان "vùng đất của Sudan"). Dải Sahel nằm giữa sa mạc Sahara và các khu vực ven biển Tây Phi.
Khu vực này thường thiếu lương thực và nước vì khí hậu khắc nghiệt. Vấn đế trở nên trầm trọng hơn vì dân số tăng nhanh do tỷ lệ sinh trong khu vực rất cao; Niger là nước có tỉ lệ sinh cao nhất thế giới.
Các nhóm nổi dậy jihad bao gồm Boko Haram, Nhà nước Hồi giáo, và al-Qaeda thường xuyên thực hiện những cuộc tấn công lớn vào một số khu vực ở dải Sahel.

## Địa lý

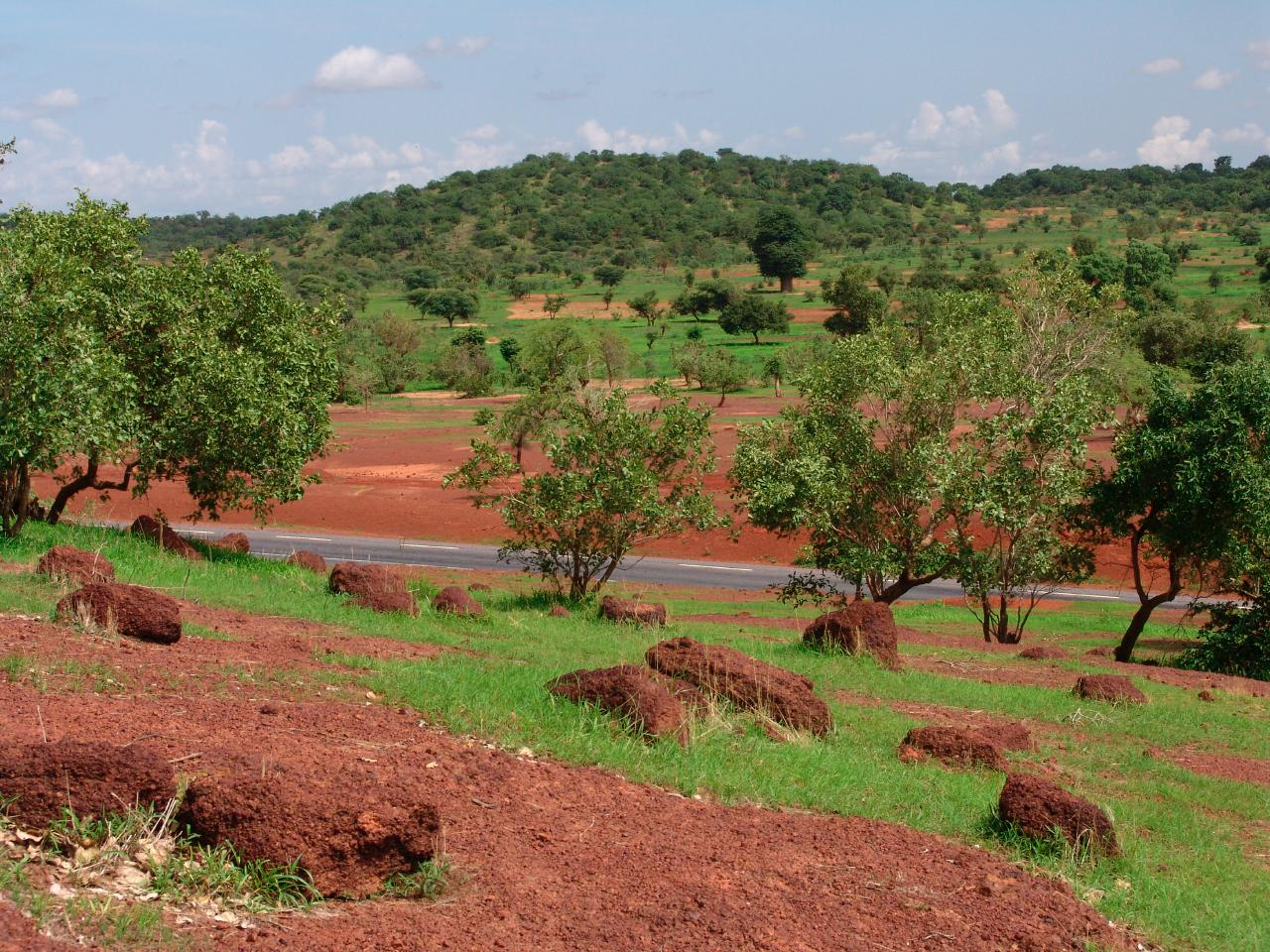
Khu rừng xanh tốt tại dải Sahel vào mùa mưa, dọc theo Đường Bamako-Kayes ở Mali.

Dải Sahel trải dài 5.900 km (3.670 mi) từ Đại Tây Dương ở phía tây tới Biển Đỏ ở phía Đông, trong một dải đất có chiều rộng dao động từ vài trăm đến một nghìn kilômét, với diện tích là 3.053.200 kilômét vuông (1.178.850 dặm vuông Anh). Đây là khu vực sinh thái chuyển tiếp với đồng cỏ bán khô hạn, trảng cỏ, thảo nguyên, và cây bụi gai. Ở phía nam khu vực là Trảng cỏ Sudan và ở phía bắc là sa mạc Sahara.
Địa hình của Sahel khá bằng phẳng; độ cao hầu hết là từ 200 đến 400 mét (660 đến 1.310 ft). Có một số dãy núi và cao nguyên ở dải Sahel, nhưng được coi là vùng sinh thái riêng biệt vì hệ động thực vật khác với vùng đất thấp bao quanh. Lượng mưa dao động từ 100–200 mm (4–8 in) ở phía bắc và 700–1,000 mm (28–0 in) ở phía nam.

## Khí hậu, môi trường
Khoảng 12.500 năm trước, dải sahel là một phần của sa mạc Sahara và bị các cồn cát bồi lấp với cảnh quan tương tự như ngày nay. Trung bình dải sahel nhận được khoảng 150–500 mm (6–20 inch) mưa mỗi năm, chủ yếu là trong thời kỳ gió mùa (tháng 6 tới tháng 9 hàng năm) nhưng vũ lượng phân bố không đều. Ở phía bắc lượng mưa có khi chỉ đạt 20 mm. Mùa khô kéo dài cũng là lúc nhiệt độ trung bình tăng cao (trên 20 °C) làm nước bốc hơi nhanh, nên đất đai khô cằn.
Khu vực sahel nằm trong vùng nhiệt đới bị dao động bởi hiện tượng biến đổi khí hậu toàn cầu. Vì đó mà chu kỳ thay đổi từ mùa khô sang mùa mưa và ngược lại không còn bình thường, phân bổ không đều. Điều này được thể hiện với mùa khô kéo dài tới 10 tháng. Cũng theo đó thì mùa mưa ngắn hơn có khi chỉ thoáng qua.
Sự lưu thông của gió mậu dịch và gió mùa đóng vai trò quan trọng trong biến chuyển khí hậu khu vực sahel.
Vào mùa đông (mùa khô) đới lặng gió xích đạo (ITCZ) di chuyển xuống tới gần 25° vĩ nam. Để cân bằng thì các luồng gió giữa vùng áp cao Açores và vùng áp thấp của đới lặng gió là gió mậu dịch thổi theo hướng đông bắc-tây nam. Hậu quả là khu vực sahel bị khô hạn trong mùa đông.
Vào mùa hè (mùa mưa) ITCZ có thể di chuyển lên tới tối đa khoảng 18-20° vĩ bắc, tuy trường hợp đó rất hiếm. Để cân bằng thì các luồng gió giữa vùng áp cao cận nhiệt đới (vùng áp cao Açores) và ITCZ là gió mậu dịch thổi theo hướng đông nam-tây bắc. Chính luồng gió mậu dịch đông nam này mang khí ẩm từ Đại Tây Dương thổi vào lục địa. Khi ITCZ chuyển dịch lên phía bắc thì có khối không khí ẩm tăng lên, có thể đem mưa tới được khu vực sahel. Do sự dịch chuyển không đều đặn của ITCZ nên trong khu vực này lượng mưa khá thất thường. Dải sahel nằm trong khoảng xấp xỉ 11-20° vĩ bắc, nghĩa là nếu ITCZ chuyển dịch tới 18-20° vĩ bắc thì nó sẽ gây mưa trong toàn bộ khu vực sahel. Ngược lại, nếu ITCZ bị hãm quanh vùng xích đạo thì toàn bộ khối không khí ẩm của gió đông nam cũng bị hãm trong khu vực đó và sahel bị hạn hán trong khi đó gió thịnh hành lại là gió mậu dịch đông bắc.
Hiện tượng này cũng giải thích nguyên nhân làm sa mạc Sahara bành trướng và lấn xuống khu vực sahel. Nguyên là vì vùng áp thấp xích đạo không bao giờ vượt quá 18-20° vĩ bắc, nên nguyên khu vực từ 10 đến 30° vĩ bắc có khi chỉ có gió mậu dịch đông bắc-tây nam suốt năm nên không có mưa.
Lượng mưa giao biến mạnh hằng năm và từng thập kỷ. Dải sahel vì thiếu nước và đất cằn cỗi nên năng suất rất kém. Đất trong dải sahel chủ yếu là đất chua (với kết quả là độc tính nhôm đối với thực vật) rất nghèo nitơ và phôtphat.
Đối với khí hậu toàn cầu, lượng mưa ở sahel không chỉ tác động đến dải sahel mà còn ảnh hưởng đến cường độ hoạt động của các trận bão tại khu vực Đại Tây Dương cận duyên.

## Nếp sống du mục
Theo truyền thống, phần lớn các dân tộc sinh sống trong khu vực sahel là các bộ lạc du mục, hoạt động chủ yếu là du canh, du cư. Họ trồng cây lương thực và chăn nuôi gia súc rồi di chuyển theo một lịch trình tùy theo mùa màng. Đây là lối sống du mục, cũng có lẽ là cách thức phù hợp nhất trong việc sử dụng tài nguyên thiên nhiên của khu vực này. Tuy vùng bắc sahel thường bị hạn hán nhưng trái lại, cỏ đất vùng đó lại có hàm lượng dinh dưỡng cao. Ngược lại khu nam sahel ẩm ướt hơn nhưng cỏ xấu. Để tận dụng tối đa năng suất đất, thổ dân sahel phải chăn đàn mục súc di chuyển lên hướng bắc khi vùng đó có mưa rồi lại quay xuống hướng nam tìm cỏ vào mùa khô. Cuộc thiên cư thường là vài trăm kilômét. Khi dân du mục ngụ cư ở các khu vực màu mỡ, ở đó thường xảy ra xung đột với dân ngụ canh địa phương.

## Khô hạn
Năm 1914, tại khu vực sahel đã diễn ra một vụ khô hạn lớn, do lượng mưa thấp hơn so với mức trung bình và nó đã dẫn tới nạn đói kém mất mùa trên một quy mô lớn. Trong thập niên 1960 thì người ta đã ghi nhận sự gia tăng lượng mưa trong khu vực, làm cho khu vực khô cằn phía bắc trở nên dễ tiếp cận hơn. Khi đó đã có những nỗ lực do các chính quyền hỗ trợ để di chuyển nhiều người lên phía bắc và khi thời kỳ khô hạn kéo dài từ năm 1968 tới năm 1974 diễn ra thì việc chăn thả gia súc tại đây nhanh chóng trở thành không phù hợp nữa. Giống như vụ khô hạn năm 1914, điều này cũng dẫn tới nạn đói ở quy mô lớn, nhưng lần này tác động của nó không mạnh như trước do có sự trợ giúp nhanh chóng của quốc tế. Thảm họa đói kém này cũng là tiền đề dẫn tới sự thành lập Quỹ quốc tế phát triển nông nghiệp (IFAD) của Liên Hợp Quốc năm 1977.

## Kinh tế

### Trồng trọt
Người nông dân trong khu vực sahel chủ yếu là trồng kê, lạc nhưng cũng trồng cả sắn và khoai lang để tự cung tự cấp. Sau một vài năm họ lại chuyển tới các vùng đất trồng mới, tuy nhiên, do sự gia tăng dân số lớn tại khu vực phía bắc, nơi mà việc canh tác nông nghiệp của họ đã vượt quá khả năng của vùng đất khô cằn nên nhu cầu về các hệ thống tưới tiêu nước là rất cần thiết.

### Chăn nuôi
Đứng hàng thứ hai về tầm quan trọng trong nông nghiệp của khu vực sahel là chăn thả gia súc, trong đó chủ yếu là bò và dê. Người dân chủ yếu làm gia tăng năng suất của đàn gia súc bằng cách thức gia tăng số đầu con chứ chưa quan tâm tới việc cải tạo và nâng cao phẩm chất con giống. Điều này dẫn tới số lượng gia súc tăng quá nhanh và chúng tìm kiếm mọi nguồn thức ăn có thể, kể cả rễ cây. Quá trình này cũng là một yếu tố dẫn tới sự tái sa mạc hóa đất đai. Ngoài ra, những người nông dân cũng dựa trên tính chu kỳ của mưa, các điều kiện thuận lợi để phục hồi và phát triển các bãi chăn thả, để đưa gia súc của mình tới. Điều này làm cho việc chăn thả trở thành quá mức và làm cho các loài cỏ không kịp phục hồi, làm cho đất không kịp phục hồi do lượng nước tiểu và phân gia súc quá lớn chưa kịp biến đổi sang dạng thích hợp cho sự phục hồi đất và cây cỏ. Nhiều cây gỗ cũng bị khô héo đi do dê vặt trụi lá và vỏ cây.